# EMALS

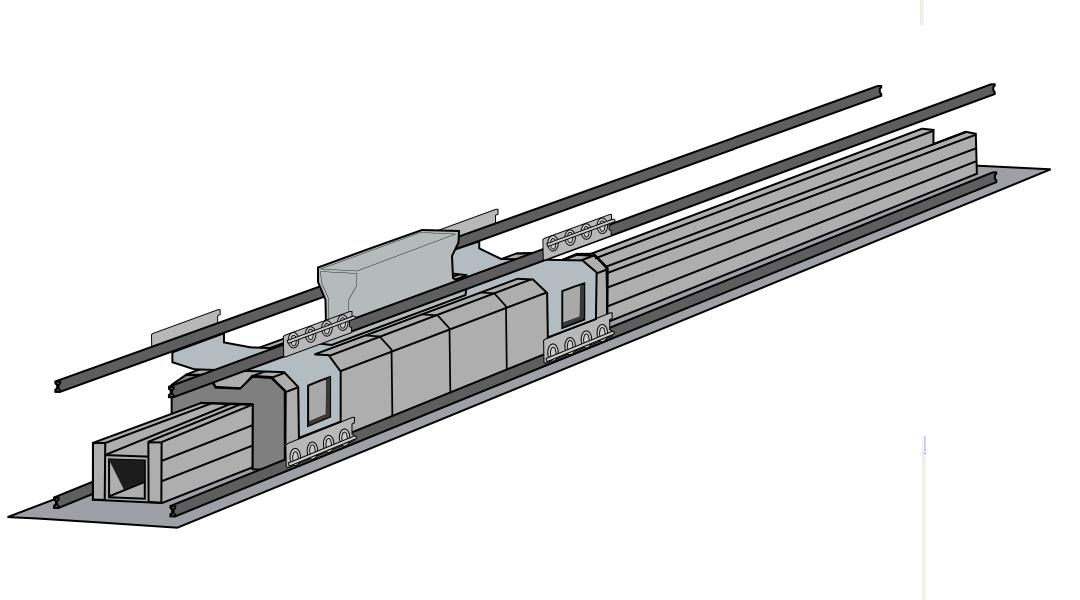
Un disegno del motore a induzione lineare utilizzato negli EMALS

EMALS (Electromagnetic Aircraft Launch System) ovvero "Sistema elettromagnetico per il lancio di aeromobili" è un innovativo sistema di lancio di aerei sviluppato da General Atomics per la Marina degli Stati Uniti. Il sistema lancia velivoli imbarcati su portaerei per mezzo di una catapulta che impiega un motore a induzione lineare invece del tradizionale pistone a vapore. EMALS è stato installato per la prima volta sulla portaerei USS Gerald R. Ford della Marina degli Stati Uniti.
Il suo principale vantaggio è che gli aeromobili vengono accelerati in modo più fluido il ché riduce lo stress strutturale sulla loro cellula. Rispetto alle catapulte a vapore, l'EMALS ha un peso minore, dovrebbe avere un minor costo e richiedere meno manutenzione, inoltre può lanciare aerei sia più pesanti che più leggeri di un sistema a pistoni a vapore. Non necessitando di acqua dolce per funzionare si ha un grande risparmio di energia per quanto riguarda gli impianti di desalinizzazione della portaerei.
La Cina sta sviluppando un sistema simile che dovrebbe essere utilizzato sulle portaerei cinesi Type 003.

## Design e sviluppo
Sviluppate negli anni '50, le catapulte a vapore si sono dimostrate eccezionalmente affidabili. Le navi dotate di quattro catapulte a vapore sono state in grado di utilizzarne almeno una il 99,5 percento delle volte. Tuttavia, hanno una serie di svantaggi. Un gruppo di ingegneri della Marina ha scritto: "Il principale svantaggio della catapulta è funziona senza controllo di feedback. Senza feedback, si verificano spesso grandi variazioni nella forza di traino che possono danneggiare o ridurre la durata della cellula (del velivolo)." Il sistema a vapore è ingombrante, inefficiente (4-6%) e difficile da controllare. A causa di questi problemi di controllo le portaerei di classe Nimitz possono lanciare aerei pesanti ma non velivoli più leggeri come gli UAV.
Un sistema abbastanza simile a EMALS, l'elettropult di Westinghouse, fu sviluppato nel 1946 ma non fu adottato.

### Motore lineare a induzione
L'EMALS utilizza un motore a induzione lineare (LIM), che utilizza correnti elettriche che generano campi magnetici che spingono un carrello lungo un binario, al quale è agganciato il velivolo da lanciare. L'EMALS è costituito da quattro elementi principali: Il motore a induzione lineare è costituito da una fila di bobine dello statore con la stessa funzione delle bobine di uno statore circolare in un motore a induzione convenzionale. Quando viene alimentato, il motore accelera il carrello lungo il binario. Vengono alimentate solo le sezioni delle bobine in prossimità del carrello, riducendo così al minimo le perdite reattive. Il motore da 91 metri degli EMALS può accelerare un aereo da 45 tonnellate fino a 130 kn (240 km/h).

### Sistema di immagazzinamento dell'energia
Durante un lancio il motore a induzione richiede una grande quantità di energia elettrica che supera quella che la nave può fornire. Il sistema di accumulo di energia dell'EMALS consente di assorbire energia dalla nave durante il suo tempo di ricarica di 45 secondi immagazzinandola sotto forma di energia cinetica, utilizzando i rotori di quattro alternatori disco; il sistema al momento del lancio rilascia quell'energia (fino a 484 MJ) in 2-3 secondi. Ogni rotore fornisce fino a 121 MJ (34 kWh) e può essere ricaricato entro 45 secondi dal lancio, più velocemente delle catapulte a vapore. Un lancio dalle massime prestazioni utilizzando 121 MJ di energia da ogni alternatore del disco rallenta i rotori da 6400 rpm a 5205 rpm.

### Sistema di conversione dell'energia
Durante il lancio, il sottosistema di conversione della potenza rilascia l'energia immagazzinata dagli alternatori a disco utilizzando un cicloconvertitore. Il cicloconvertitore fornisce al LIM una frequenza e una tensione crescenti controllate, alimentando solo la piccola porzione di bobine dello statore che interessano il carrello di lancio in un dato momento.

### Console di controllo
Gli operatori controllano la potenza attraverso un sistema "closed-loop". I sensori ad effetto Hall sul binario monitorano il suo funzionamento, in modo tale da garantire che il sistema fornisca l'accelerazione desiderata. Grazie al sistema closed-loop l'EMALS mantiene una forza di traino costante, che riduce le sollecitazioni del lancio sulla struttura dell'aereo.

### Stato del programma

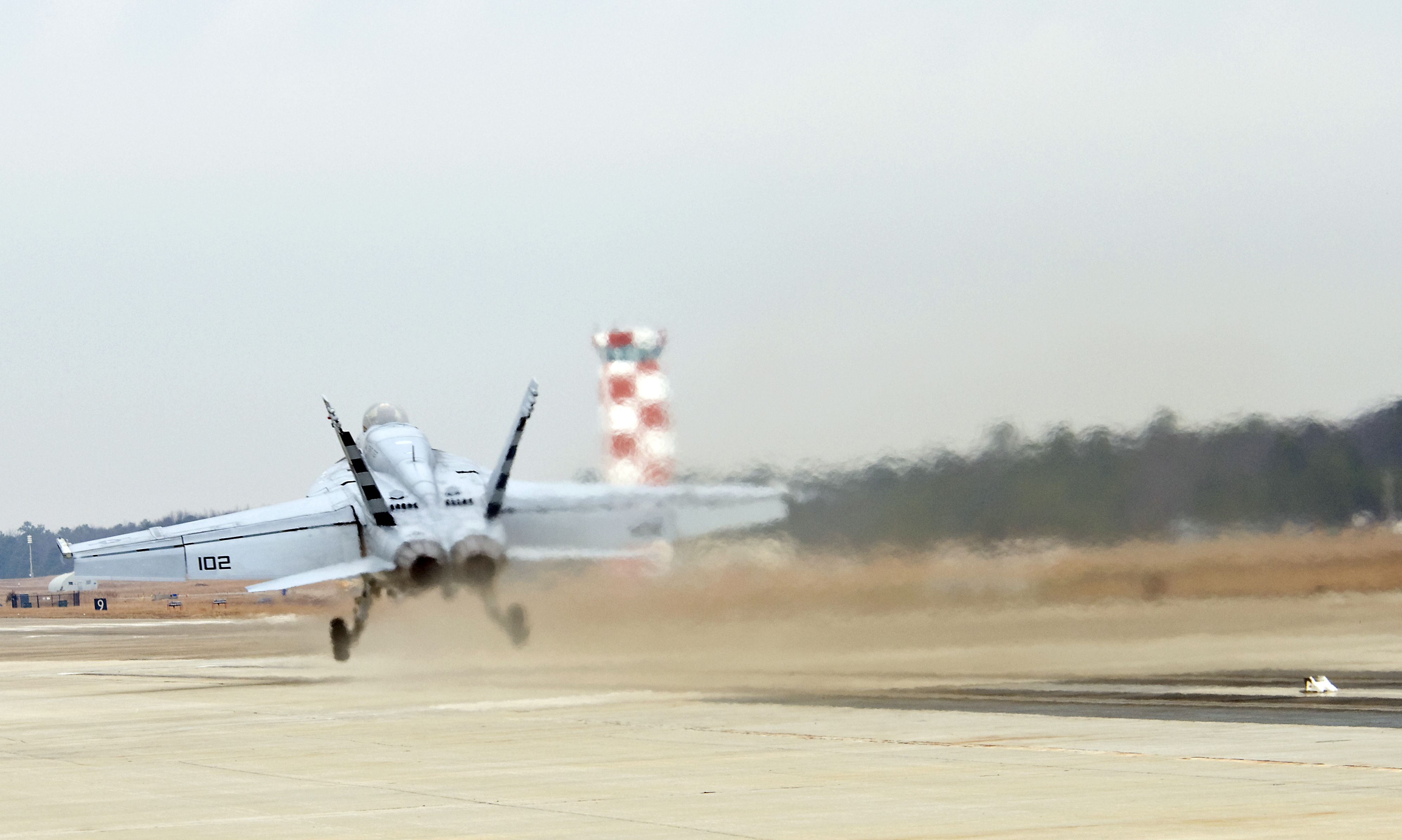
EMALS al Naval Air System Command, Lakehurst, che lancia un Super Hornet F / A-18E della Marina degli Stati Uniti durante un test il 18 dicembre 2010

La fase 1 dei test di compatibilità degli aerei (ACT) si è conclusa alla fine del 2011 a seguito di 134 lanci (con aeromobili comprendenti l'F / A-18E Super Hornet, T-45C Goshawk, C-2A Greyhound, E-2D Advanced Hawkeye e F-35C Lightning II) utilizzando il dimostratore EMALS installato presso la Naval Air Engineering Station Lakehurst. Al termine dell'ACT 1, il sistema è stato ricostruito a bordo della USS Gerald R. Ford per essere più vicino alla configurazione effettiva su una nave. La portaerei utilizzerà quattro catapulte con diversi accumuli di energia e sottosistemi di conversione dell'energia.
- 1–2 giugno 2010: lancio riuscito di un McDonnell Douglas T-45 Goshawk.[12]
- 9-10 giugno 2010: lancio riuscito di un Greyhound Grumman C-2.[13]
- 18 dicembre 2010: lancio riuscito di un Boeing F / A-18E Super Hornet.[14]
- 27 settembre 2011: lancio riuscito di un Northrop Grumman E-2D Advanced Hawkeye.[15][16]
- 18 novembre 2011: lancio riuscito di un Lockheed Martin F-35 Lightning II.[17]

La fase 2 dell'ACT è iniziata il 25 giugno 2013 e si è conclusa il 6 aprile 2014 dopo altri 310 lanci (inclusi lanci di Boeing EA-18G Growler e di McDonnell Douglas F / A-18C Hornet, nonché un altro ciclo di test con gli aeromobili precedentemente lanciati durante la fase 1). Durante la fase 2, sono state simulate varie situazioni critiche della portaerei, inclusi lanci fuori centro e guasti del sistema pianificati, per dimostrare che l'aeromobile poteva raggiungere comunque la velocità finale di lancio e per confermare l'affidabilità del sistema anche in una situazione critica.
- Giugno 2014: la Marina ha completato i test del prototipo EMALS di 450 lanci di aeromobili con equipaggio che coinvolgono ogni tipo di aeromobile ad ala fissa trasportato da portaerei nell'inventario della Marina degli Stati Uniti presso la base congiunta McGuire – Dix – Lakehurst durante due campagne di test di compatibilità degli aerei (ACT).
- Maggio 2015: vengono condotti i primi test a tutta velocità a bordo.[18]

## Impiego operativo
Il 28 luglio 2017 il tenente Cmdr. Jamie "Coach" Struck of Air Test and Evaluation Squadron 23 (VX-23) ha eseguito il primo lancio con catapulta EMALS dalla USS Gerald R. Ford (CVN-78) in un Super Hornet F / A-18F.

## Vantaggi
Rispetto alle catapulte a vapore, EMALS pesa meno, occupa meno spazio, si ricarica più velocemente e utilizza meno energia. Le catapulte a vapore, che utilizzano circa 1 350 lb (610 kg) di vapore per lancio, hanno un numero elevato di sottosistemi meccanici, pneumatici e idraulici. EMALS non utilizzando vapore è adatto alle future navi completamente elettriche della Marina degli Stati Uniti.
Inoltre EMALS può controllare le prestazioni di lancio con maggiore precisione, consentendo di lanciare più tipologie di aeromobili, dai caccia pesanti agli aerei leggeri senza pilota. Con un massimo di 121 megajoule disponibili, ciascuno dei quattro alternatori a disco nel sistema può fornire il 29% di energia in più rispetto ai circa 95 MJ di una catapulta a vapore. EMALS, con la sua efficienza di trasformazione dell'energia prospettata del 90%, sarà anche molto più efficiente delle catapulte a vapore, che raggiungono un'efficienza di appena il 5%.

## Critiche
Nel maggio 2017, il presidente Donald Trump ha criticato EMALS durante un'intervista con Time, affermando che rispetto alle tradizionali catapulte a vapore "il digitale costa centinaia di milioni di dollari in più e non va bene".
Alla critica del presidente Trump ha fatto eco un rapporto del 2018 del Pentagono altamente critico, che ha sottolineato che l'affidabilità di EMALS lascia molto a desiderare e che il tasso medio di guasti critici è nove volte superiore ai requisiti della Marina.

### Affidabilità
Nel 2013, 201 lanci di test su 1.967 non sono riusciti, più del 10 percento.
Tenendo conto dello stato attuale del sistema, i numeri più generosi disponibili nel 2013 hanno mostrato che EMALS ha un tasso medio di "tempo tra guasti" di 1 su 240.
Secondo un rapporto del marzo 2015, "Sulla base della crescita prevista dell'affidabilità, il tasso di guasto per gli ultimi cicli segnalati tra guasti critici è stato cinque volte superiore a quello che ci si sarebbe dovuto aspettare. Nell'agosto 2014, la Marina ha riferito che oltre 3.017 lanci sono stati effettuati presso il sito di test di Lakehurst, ma non ha fornito dati sui test operativi e valutazioni con un aggiornamento dei guasti."
Nella configurazione di prova, EMALS non poteva lanciare aerei da combattimento con serbatoi esterni montati. "La Marina ha sviluppato soluzioni per correggere questi problemi, ma i test con aerei con equipaggio per verificare i miglioramenti sono stati rinviati al 2017".
Nel luglio 2017 il sistema è stato testato con successo in mare sulla USS Gerald R. Ford.
Un rapporto DOT & E del gennaio 2021 affermava: "Durante i 3.975 lanci di catapulte [...] EMALS ha dimostrato un'affidabilità raggiunta di 181 cicli medi tra il malfunzionamento operativo (MCBOMF) [...] Questa affidabilità è ben al di sotto del requisito di 4.166 MCBOMF."
EMALS si rompe spesso e non è affidabile, ha riferito il direttore dei test del Pentagono Robert Behler dopo aver valutato 3.975 cicli sulla USS Gerald R. Ford da novembre 2019 a settembre 2020.

## Utilizzatori

### Francia
La Marina francese sta pianificando attivamente una futura portaerei e nuova ammiraglia. È conosciuta in francese come Porte-avions de nouvelle génération (PANG). La nave sarà a propulsione nucleare e sarà dotata del sistema di catapulte EMALS. La costruzione della PANG dovrebbe iniziare intorno al 2025 e entrerà in servizio nel 2038; l'anno in cui la portaerei Charles de Gaulle andrà in pensione.

### Cina
Il contrammiraglio Yin Zhuo della Marina cinese ha affermato che anche la prossima portaerei cinese avrà un sistema elettromagnetico di lancio di aeromobili. Diversi prototipi sono stati individuati dai media nel 2012 e gli aerei adatti ad essere lanciati con questo sistema sono in fase di test presso una struttura di ricerca della Marina cinese.
Secondo un rapporto del luglio 2017, la costruzione della portaerei Tipo 003 è stata riprogrammata per scegliere tra una catapulta a vapore o elettromagnetica e gli ultimi risultati degli appalti mostrano che i sulla portaerei Tipo 003 saranno installate catapulte elettromagnetiche.
La Marina Cinese afferma che c'è stata una svolta nei sistemi di lancio elettromagnetici per portaerei e che utilizzerà tale sistema nella terza portaerei che la Cina costruirà dopo il Tipo 002. Il sistema di lancio è alimentato da combustibili fossili grazie a generatori e condensatori. Il design della portaerei Tipo 003 è guidato dal Contrammiraglio Ma Weiming.

### India
La Marina indiana ha mostrato interesse nell'installazione di EMALS per la sua pianificata superportaerei CATOBAR INS Vishal.  Il governo indiano ha mostrato interesse a produrre localmente il sistema di lancio con l'assistenza di General Atomics .

### Russia
La United Shipbuilding Corporation (USC) russa sta sviluppando nuovi sistemi di lancio per aerei da guerra basati su portaerei, ha detto a TASS il 4 luglio 2018.

### Regno Unito
Converteam UK stava lavorando a un sistema di catapulta elettromagnetica (EMCAT) per la portaerei Queen Elizabeth. Nell'agosto 2009, si ipotizzava che il Regno Unito potesse abbandonare la versione STOVL del F-35B per il modello CTOL F-35C, il ché avrebbe significato che la portaerei sarebbe stata costruita per operare con aeromobili di decollo e atterraggio convenzionali utilizzando le catapulte EMCAT progettate nel Regno Unito.
Nell'ottobre 2010, il governo britannico ha annunciato che avrebbe acquistato l'F-35C, utilizzando un sistema CATOBAR. Nel dicembre 2011 è stato firmato un contratto con la General Atomics di San Diego per sviluppare EMALS per la portaerei di classe Queen Elizabeth. Tuttavia, nel maggio 2012, il governo del Regno Unito ha annullato la sua decisione dopo che i costi previsti sono raddoppiati rispetto alla stima originale e la consegna è tornata al 2023, annullando l'opzione F-35C tornando alla sua decisione originale di acquistare l'F-35B in versione STOVL.

### Stati Uniti
EMALS è stato progettato per la portaerei Gerald R. Ford. La proposta di un retrofitting per le portaerei di classe Nimitz è stata respinta. John Schank ha dichiarato: "I maggiori problemi della classe Nimitz sono la limitata capacità di generare energia elettrica e l'aumento del peso della nave che l'aggiornamento comporterebbe, oltre all'erosione del margine del centro di gravità necessari per mantenere la stabilità della nave".